# اولدریخوف (منطقه تابور)
اولدریخوف (به چکی: Oldřichov) یک منطقهٔ مسکونی در جمهوری چک است که در منطقه تابور واقع شده‌است.
 اولدریخوف ۱۰٫۱ کیلومتر مربع مساحت و ۲۲۸ نفر جمعیت دارد و ۵۰۳ متر بالاتر از سطح دریا واقع شده‌است.